# جزيرة ويك (فلم)
جزيرة ويك (بالإنجليزية: Wake Island) هو فيلم حرب تم إنتاجه في الولايات المتحدة وصدر في سنة 1942.

## الميزانية والإيرادات
حقق أرباحا تقدر بـ 3.5 مليون دولار.

### ترشيحات وجوائز
| السنة | الحدث  | الفئة     | النتيجة |
| ----- | ------ | --------- | ------- |
|       | أوسكار | أفضل فيلم | ترشـيـح |

## وصلات خارجية
- مقالات تستعمل روابط فنية بلا صلة مع ويكي بيانات